# Переводы «Лисистраты»

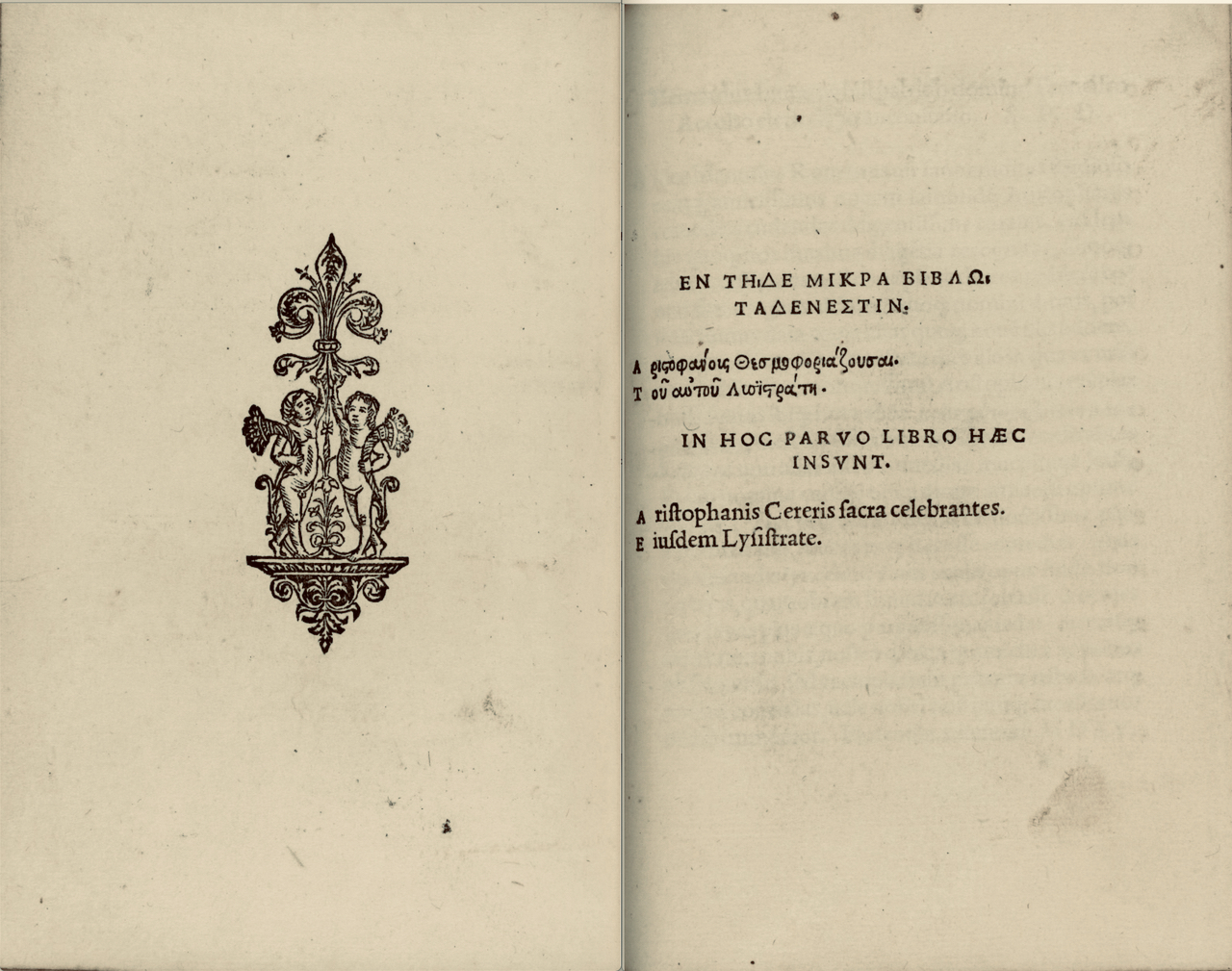
Титульный лист первого издания «Лисистраты» (1516)

Перевод комедии Аристофана «Лисистрата» впервые издали в 1516 году на греческом языке (с комментариями на латинском) во Флоренции под редакцией Бернардо Джунта. В 1545 году, базируясь на этой работе, члены венецианской семьи Розитини (Барталомео и Пьетро) осуществили перевод комедии на итальянский язык. В эпоху Возрождения итальянские гуманисты пытались ознакомиться с каноническим, по их мнению, творчеством Аристофана и донести тексты его произведений до широкого круга читателей. Исследователи обращают внимание на извинения редактора издания при первой публикации «Лисистраты»: «Я приношу извинения читателям, если они находят что-то оскорбительное <…>, всё было напечатано в том виде, в каком оно содержалось в греческом оригинале, без изменений». В дальнейшем пьеса переводилась на множество языков (на большинство неоднократно). В 1538 году был осуществлён перевод «Лисистраты» на латинский язык в Венеции; в 1784-м (частично в прозе) и 1802-м в Париже на французском; в 1795-м издан первый акт «Лисистраты» на немецком (в 1806 году появился и полный перевод); в 1837 в Оксфорде и 1878-м в Лондоне — на английском; в 1841-м в Афинах — на новогреческом языке; в 1875-м в Витории — на испанском; в 1880-м в Будапеште — на венгерском; в 1896-м во Львове — на польском; в 1897-м в Санкт-Петербурге — на русском в прозе; в 1900-м в Японии — на японском; в 1901—1903 в Гётеборге на шведском; в 1910-м в Афинах — на димотике; в 1911-м в Праге — на чешском.
Сербский специалист по византийской филологии и литературе Дарко Тодорович отмечает, что перевод комедий Аристофана всегда сопровождался некоторыми специфическими трудностями, свойственными только этому автору и жанру, и объясняет это тем, что комическая энергия автора большей частью была основана на исторических, социальных и духовных реалиях Афин во время Пелопоннесской войны. По его мнению, комедии Аристофана сегодня не могут быть полностью поняты современным зрителем и в отдельных местах даже экспертами. Польский переводчик Юзеф Сарнак признал, что многочисленные моменты сексуального характера «Лисистраты» невозможно передать никаким переводом, потому что в этой области нет более сложного языка, чем греческий язык Аристофана.

## На белорусский
В 1920—1930-е гг. перевод на белорусский выполнил Юлиан Дрейзин. В 2020 году в антологии «Древнегреческая драматургия» (бел. «Страгрэцкая драматургія») вышел перевод Леонида Борщевского.

## На болгарский
В 1985 году вышел перевод Александра Ничева.

## На польский
До конца XIX века Аристофан не был популярен в Польше, хотя ряд его комедий («Птицы», «Облака») уже были переведены на польский. Юзеф Сарнак первым попробовал представить «Лисистрату» польскоязычной аудитории, опубликовав в 1895 году в журнале Echo Muzyczne, Teatralne i Artystyczne серию статей, описывающих проблематику и исторический фон произведения, их можно назвать абстрактными переводами. Первая статья описывала Грецию в V веке до нашей эры, и лишь во второй он перешёл непосредственно к тексту комедии, включив туда несколько диалогов. При описании в одном из них «аморального» костюма коринфянки, сравнил Коринф с современным ему Гамбургом. Резюмируя, Сарнак назвал «Лисистрату» самой слабой комедией автора, а также отметил, что многочисленные моменты сексуального характера невозможно передать никаким переводом, потому что в этой области нет более сложного языка, чем греческий язык Аристофана.
В 1896 году Станислав Козьмян опубликовал книгу «„Лисистрата“ или „Война и мир“. Комедия в 4-х действиях в прозе» (пол. Lysistratę czyli Wojnę i pokój. Komedię w 4 aktach prozą) по парижской постановке Мориса Доннэ 1892 года. Первая полная публикация «Лисистраты» на польском состоялась в 1909 году под названием «Громивоя» (пол. Gromiwoja), её автором стал Эдмунд Ченглевич. Он указал в предисловии, что для Лисистраты самым важным является «равноправие», сделав тем самым, по мнению театроведа Ольги Смехович, явный реверанс движению суфражисток. Также Смехович отмечает его стратегии по скрытию скандальных моментов от читателя, которые позволили конечному тексту быть намного смелее, чем наиболее распространённый сегодня польский вариант Янины Лавиньской-Тышковской, и по адаптации текста для польского читателя (например, мятежных женщин под командованием Лиситраты он называет «рокошанками», а хвастовство хора стариков, которые хотят изгнать женщин из осажденного Акрополя, сравнивает с поведение Яна Заглобы, героя исторических романов польского писателя Генрика Сенкевича).

## На русский
Несмотря на то, что творчество Аристофана было известно в России ещё в XVIII веке (о наследии комедиографа упоминали, к примеру, Тредиаковский и Сумароков), качественных переводов «Лисистраты» на русский язык не появлялось вплоть до советского времени. В начале XIX века элементы «Лисистраты» использовал в своей пьесе драматург Александр Шаховской, в 1845 году писатель Евгений Карнович опубликовал в 73-м томе журнала «Библиотека для чтения» часть переведённой «Лисистраты» — 240 стихов. Судя по списку действующих лиц, Карнович планировал продолжить работу над этой комедией. В 1909 году в Петербурге вышло литографированное издание «Афинянка Лизистрата» с указанием «Пер. с нем. А. И. Долинова». По словам Виктора Ярхо, это был режиссёрский экземпляр, предназначенный для постановки и написанный «в расшатанных ямбах, а кое-где полупрозой-полустихами». Через пять лет, в 1914 году, свою интерпретацию «Лисистраты» представил казанский историк античности Дмитрий Шестаков. Он ввёл в диалоги пятистопный ямб, однако, как утверждал Ярхо, читатель не везде мог ощутить ритмику и размер стиха.
В 1923 году перевод «Лисистраты» осуществил литературовед Адриан Пиотровский. Работая над этой и другими аристофановскими комедиями, он структурировал пьесы с выделением конкретных композиционных элементов (агона, парабасы, парода) и добился почти полного соответствия перевода оригиналам в плане метрики. Однако исследователей не всегда устраивала его трактовка диалогов, а также попытки заменить смысл отдельных реплик. К примеру, вместо слов Клеоники «О дорогие женщины, вот это кружка!» Пиотровский предложил свою версию: «Кинь-грусть, тоску-размыкай, а не кружечка!» Программная фраза Лисистраты в его переводе звучит так: «Должны мы воздержаться от мужчин, — увы!» Однако текст первоисточника был, по замечанию философа Сергея Гарина, гораздо откровеннее — он ближе к «арлингтонской» трактовке Яна Джонсона: «All right then — we have to give up all male penises». Отступление от оригинала замечено и в сцене свидания Миррины и Кинесия — «в переводе Пиотровского <…> тема эротической игры подменяется гастрономической».

## На сербохорватский
Известно, что премьера «Лисистраты» на сцене этого языкового региона состоялась 7 февраля 1915 года в Хорватском национальном театре в Загребе. В 1947 году вышел в свет перевод всех одиннадцати комедий Аристофана, доступный читателям штокавского региона (основное наречие сербско-хорватского языкового континуума), его выполнил Коломан Рац. Сегодня расценивается как неудачный и в основном неразборчивый из-за устаревшей, иногда неясной лексики, сухого и неуклюжего стиля и вынужденных метрик; ему в первую очередь не хватает юмора.
В 1953 году Хорватский национальный театр вновь поставил «Лисистрату», но уже в новом переводе лингвиста Братолюба Клаича. 5 ноября 1959 года в Сербском национальном театре комедия была поставлена в переводе Милоша Джурича, а в 1963 году перевод Джурича был издан. В январе 1972 года Хорватский совет по образованию издал перевод Кайича.
В 2002 году вышел современный вариант «Лисистраты» сербской переводчицы Радмилы Шалабалич, где война между Спартой и Афинами была заменена на конфликт между сербами и албанцами, что вызвало интерес критики как на сербском, так и на албанском языке, а также было признано признано хорватским филологом Невеном Йовановичем смелым и рискованным шагом. По мнению Дарко Тодоровича, этот перевод показал, что даже в наши дни произведение Аристофана можно сделать злободневным и даже прямо смешным только на основе имманентной комедии, содержащейся в оригинале, придерживаясь достоверного поэтического перевода. На фоне энергичной, наполненной каламбурами и уморительными ругательствами версии Шалабалич перевод Джурича кажется ему скромными, часто патриархальным, эпически красноречивым, во многом устаревшим и «более-менее бездуховным».
В 2010 году перевод для Хорватского народного театра в Риеке выполнил Здеслав Дукат.

## На украинский
В 1928 году в Харькове вышел стихотворный перевод Константина Лубенского под редакцией Майка Йогансена и вступительным словом Александра Белецкого. Литературный критик Владимир Державин дал негативные оценки работе каждого из них. По его мнению, Белецкий не ознакомился с переводом и не имел представления о его низком качестве, а также был неправ относительно актуальности комедии для советского читателя и специалиста. Державин посчитал, этот перевод может быть интересен разве что в качестве «образца далёко литературного и социального прошлого». Резюмируя, что сам перевод читать не стоит, так как он является «издевательством» над читателем, Державин приводит примеры явных искажений смысла, ошибок перевода, ошибок редактора (например, Федра Платона, а не Еврипида), сообщает о пропусках авторских мыслей, их заменах на свои домыслы. Отдельно Державин критикует делающий чтение произведения вслух невозможным метр стихосложения Лубенского, охарактеризовав его так: 

…это должен быть амфибрахий с метрическими «паузами»; но поскольку расставлены эти паузы случайнейшим образом, то и получается просто очень плохой амфибрахий — деформированный до такой степени, что вторая половина стихотворения сбивается на прозу
Оригинальный текст (укр.)…це мав би бути амфібрахий з метричними «павзами»; але ж розставлено ці павзи якнайвипадковіше, то й виходить просто дуже кепський амфібрахий — деформированний до такої міри, що друга половина віршу збивається на прозу

Отказ от художественного контраста между диалогами, которым в оригинале соответствует преимущественно шестистопный ямб, и лиричной частью, которой в античной драматургии обычно соответствуют сложные и разнообразные метры, привёл к тому стилистика Аристофана была потеряна. Пытаясь, очевидно, адаптировать перевод для широкого круга читателей, Лубенский всё равно оставил в нём массу «зауми», непонятных намёков, острот и древнегреческих терминов при недостаточном количестве примечаний (всего 23).
В 1956 году вышел новый, не основанный на предыдущих перевод Бориса Тена.

## На чешский
Первый перевод на чешский язык вышел в Праге в 1911 году, его автором стал Августин Крейчий. Выполнив перевод точно, не побоявшись передать в том числе неприличные моменты, он заложил традицию интерпретации произведения, которой следовали и другие переводчики на чешский. В 1927 году филолог Фердинанд Штибиц опубликовал свою версию перевода, в которой были учтены поэтические достоинства работы Крейчего и заимствованы его удачные выражения. Филолог Радислав Гошек прослеживает в переводе 1927 года столкновение мнений Крейчего, выполнившего свою работу филологически точно, и Штибица, позволившего себе больше свободы. Те места, в которых авторы совпали, сам Штибиц называл заслугой Крейчего, приписывая ему своеобразную победу в их заочном споре. Штибиц также сократил оригинальные хоровые партии и добавил ряд собственных партий и песен, чтобы разнообразить спектакль и сделать его более актуальным. Примечательно, что хоровое пение спартанцев в его варианте происходит на словацком языке — на него был заменён весь лакемедонский язык, что было одним из любимых приёмов автора. Впрочем, и Крейчий поступил сходным образом, поручив перевод этих партий на стандартный тогда среднесловацкий диалект словацкого Ярославу Влчеку.
В 1960 году, незадолго до своей кончины, Штибиц представил новую версию перевода «Лисистраты» с новыми послесловием, пояснениями и словарём произношения греческих имён. Она полностью переработана в ходе подготовки к выходу полного собрания сочинений Аристофана. Если в первой работе он ставил цель в первую очередь добиться от чешской публики отклика, подобного тому, который имел оригинал в древности, пропуская долгие и непонятные места и даже заменяя их чем-то другим, более понятным его современнику, то вторая версия по его замыслу должна была стать ближе к научному пониманию эволюции человеческого общества. Однако, по мнению филолога Евы Стехликовой, смягчив непристойные намёки и убрав адаптированный для современника юмор, Штибиц не сделал произведение ни ближе к замыслу Аристофана, ни ближе к зрителю, обеднив его.
В 1954 году был опубликован перевод Владимира Шрамека, где откровенные сцены также были сокращены, о чём открыто говорилось во введении к изданию.

## Ретушь и цензура
Аутентичный Аристофан, без вуали викторианской или советской морали, без ретуши и насилия цензоров — это Аристофан нецензурный, как нецензурна почти вся ранняя ямбика.
Различные исследователи отмечали попытки переводчиков сгладить слишком эротичные для их времени моменты в тексте. Например, программная фраза Лисистраты в русском переводе Андриана Пиотровского звучит так: «Должны мы воздержаться от мужчин, — увы!» Однако текст первоисточника был, по замечанию философа Сергея Гарина, гораздо откровеннее — он ближе к «арлингтонской» трактовке Яна Джонсона: «All right then — we have to give up all male penises». Отступление от оригинала замечено и в сцене свидания Миррины и Кинесия — «в переводе Пиотровского <…> тема эротической игры подменяется гастрономической». Впрочем, подобные претензии Гарин предъявляет и другим европейским переводчикам — по его словам, стремление заретушировать аристофановские непристойности приводит к тому, что «вместо напористой вульгарности Лисистраты мы встречаем пуританскую бальзаковскую кокотку».
Влияние викторианской морали на английский перевод Бенджамина Бикли Роджерса (1911) отмечает театровед Ольга Смехович, но при этом полностью противопоставляет ему польский перевод его современника Эдмунда Ченглевича (1909), чьи стратегии по скрытию скандальных моментов от читателя, позволили конечному тексту быть намного смелее, чем наиболее распространённый сегодня польский вариант Янины Лавиньской-Тышковской. Роджерс, в свою очередь, уже во вступлении выражает сожаление по поводу того, что «фаллический характер» Аристофана так доминирует в его комедиях, а в примечании к фразе «пути Афродиты» (др.-греч. Ἀφροδίτης τρόποι), переведенной как «тайны любви» (англ. mysteries of love), он прямо заявляет, что его перевод моментов подобной тематики не предназначен для отражения точного значения оригинала. Роджерс старался полностью опустить и скрыть сексуальные намёки оригинала, используя эвфемизмы и даже вырезая весь связанный фрагмент. Его нумерация строк выполнена таким образом, что в итоге невозможно определить, что что-то было удалено.

## Комментарии
1. ↑  В следующем перечислении приводятся преимущественно первые известные переводы на каждый язык.